# Tinlib
Tinlib è un software gestionale per biblioteche utilizzato su personal computer.

## Storia
Tinlib è stato creato nel 1985 dall'inglese Peter Noer fondatore di IME (Information Management & Engeenering) di Londra utilizzando un sistema di database relazionale per MS-DOS.
In anni in cui erano presenti prevalentemente software gestionali per biblioteche su mainframe, in Italia il programma fu adottato dalla fine degli anni '80 del XX secolo soprattutto in biblioteche pubbliche e biblioteche di istituti culturali e di ricerca. Negli anni '90 era diffuso in 32 paesi di tutti i continenti (eccetto l'Alasca). Agli inizi del 2000 in Italia era in uso in 250 biblioteche, di cui 10 sistemi bibliotecari; ed è stato in uso per tutto il primo decennio del XXI secolo .
Era distribuito dalla Ditta If di Firenze poi rinominatasi Ifnet, .

## Funzionalità
Il software aveva le seguenti funzionalità, non tutte presenti in sw per biblioteche dell'epoca funzionanti su pc:
- catalogazione, con multiutenza
- gestione del prestito, con barcode
- archivio utenti, con barcode
- gestione periodici
- gestione acquisti
- OPAC